# Cailly
Pour les articles homonymes, voir Cailly (homonymie).
Cailly est une commune française située dans le département de la Seine-Maritime en région Normandie.

## Géographie

### Description
Commune du Rouennais ou pays de Rouen.

### Localisation
| Esteville                 | Critot                 |                     |
|                           | Cailly                 | Yquebeuf            |
| Saint-Germain-sous-Cailly | Saint-André-sur-Cailly | La Rue-Saint-Pierre |

### Hydrographie
La commune est située dans le bassin Seine-Normandie. Elle est drainée par le Cailly,.
Le Cailly, d'une longueur de 29 km, prend sa source dans la commune  et se jette  dans la Seine à Rouen, après avoir traversé douze communes. Les caractéristiques hydrologiques de le Cailly sont données par la station hydrologique située sur la commune. Le débit moyen mensuel est de 0,145 m3/s. Le débit moyen journalier maximum est de 1,63 m3/s, atteint lors de la crue du 26 décembre 1999. Le débit instantané maximal est quant à lui de 7,48 m3/s, atteint le 2 juin 2021.

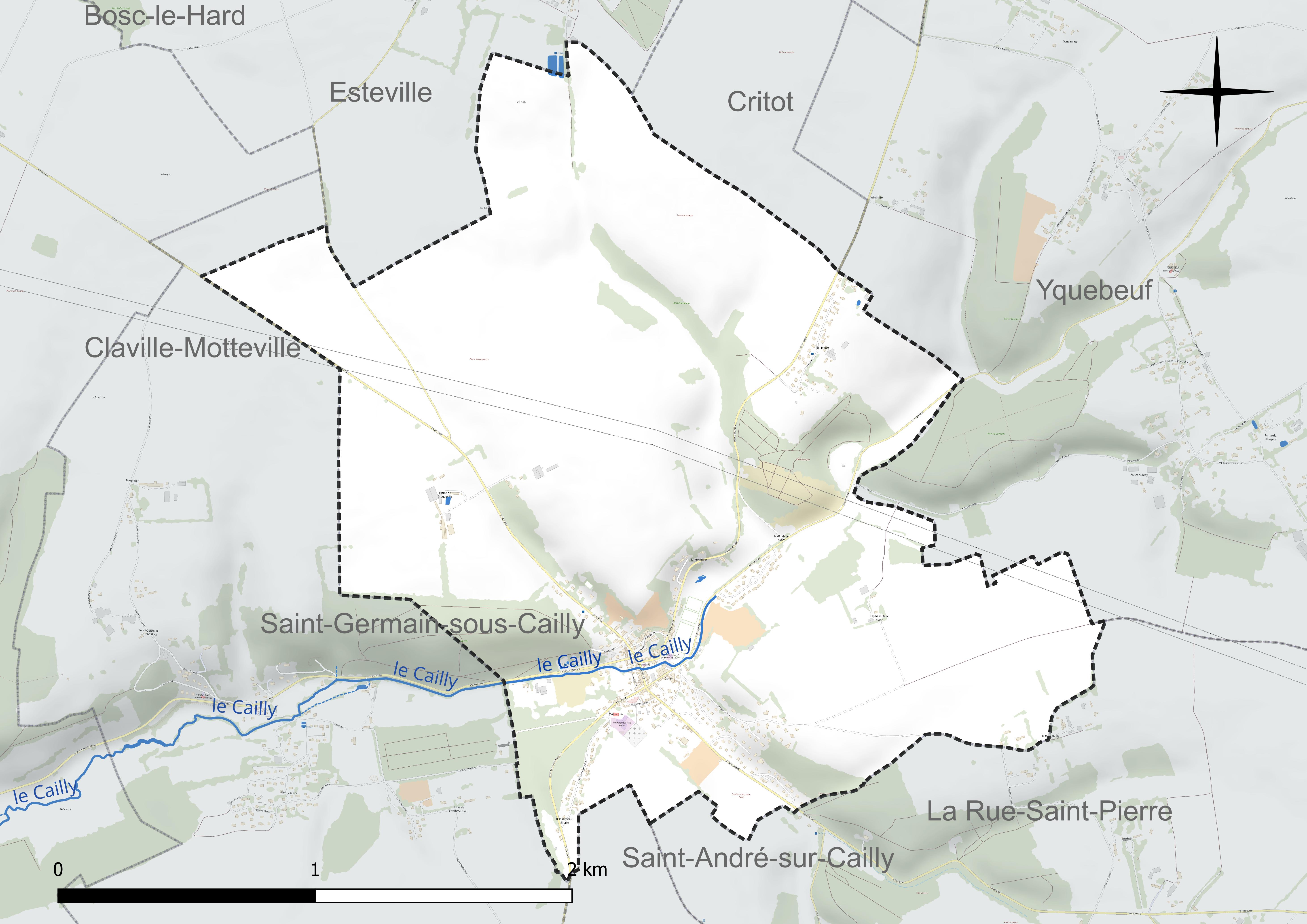
Réseau hydrographique de Cailly.

### Climat
Pour des articles plus généraux, voir Climat de la Normandie et Climat de la Seine-Maritime.
En 2010, le climat de la commune est de type climat océanique dégradé des plaines du Centre et du Nord, selon une étude du CNRS s'appuyant sur une série de données couvrant la période 1971-2000. En 2020, Météo-France publie une typologie des climats de la France métropolitaine dans laquelle la commune est exposée à un climat océanique et est dans la région climatique Côtes de la Manche orientale, caractérisée par un faible ensoleillement (1 550 h/an) ; forte humidité de l’air (plus de 20 h/jour avec humidité relative > 80 % en hiver), vents forts fréquents. Parallèlement le GIEC normand, un groupe régional d’experts sur le climat, différencie quant à lui, dans une étude de 2020, trois grands types de climats pour la région Normandie, nuancés à une échelle plus fine par les facteurs géographiques locaux. La commune est, selon ce zonage, exposée à un « climat maritime », correspondant au Pays de Caux, frais, humide et pluvieux, légèrement plus frais que dans le Cotentin.
Pour la période 1971-2000, la température annuelle moyenne est de 10,3 °C, avec une amplitude thermique annuelle de 14,1 °C. Le cumul annuel moyen de précipitations est de 896 mm, avec 13,5 jours de précipitations en janvier et 8,6 jours en juillet. Pour la période 1991-2020, la température moyenne annuelle observée sur la station météorologique la plus proche, située sur la commune de Rouen à 18 km à vol d'oiseau, est de 12,6 °C et le cumul annuel moyen de précipitations est de 817,9 mm,. Pour l'avenir, les paramètres climatiques de la commune estimés pour 2050 selon différents scénarios d’émission de gaz à effet de serre sont consultables sur un site dédié publié par Météo-France en novembre 2022.

## Urbanisme

### Typologie
Au 1er janvier 2024, Cailly est catégorisée bourg rural, selon la nouvelle grille communale de densité à sept niveaux définie par l'Insee en 2022.
Elle est située hors unité urbaine. Par ailleurs la commune fait partie de l'aire d'attraction de Rouen, dont elle est une commune de la couronne,. Cette aire, qui regroupe 317 communes, est catégorisée dans les aires de 200 000 à moins de 700 000 habitants,.

### Occupation des sols
L'occupation des sols de la commune, telle qu'elle ressort de la base de données européenne d’occupation biophysique des sols Corine Land Cover (CLC), est marquée par l'importance des territoires agricoles (82,5 % en 2018), une proportion sensiblement équivalente à celle de 1990 (82,9 %). La répartition détaillée en 2018 est la suivante : 
terres arables (65,4 %), prairies (17,2 %), forêts (12,8 %), zones urbanisées (4,7 %). L'évolution de l’occupation des sols de la commune et de ses infrastructures peut être observée sur les différentes représentations cartographiques du territoire : la carte de Cassini (XVIIIe siècle), la carte d'état-major (1820-1866) et les cartes ou photos aériennes de l'IGN pour la période actuelle (1950 à aujourd'hui).

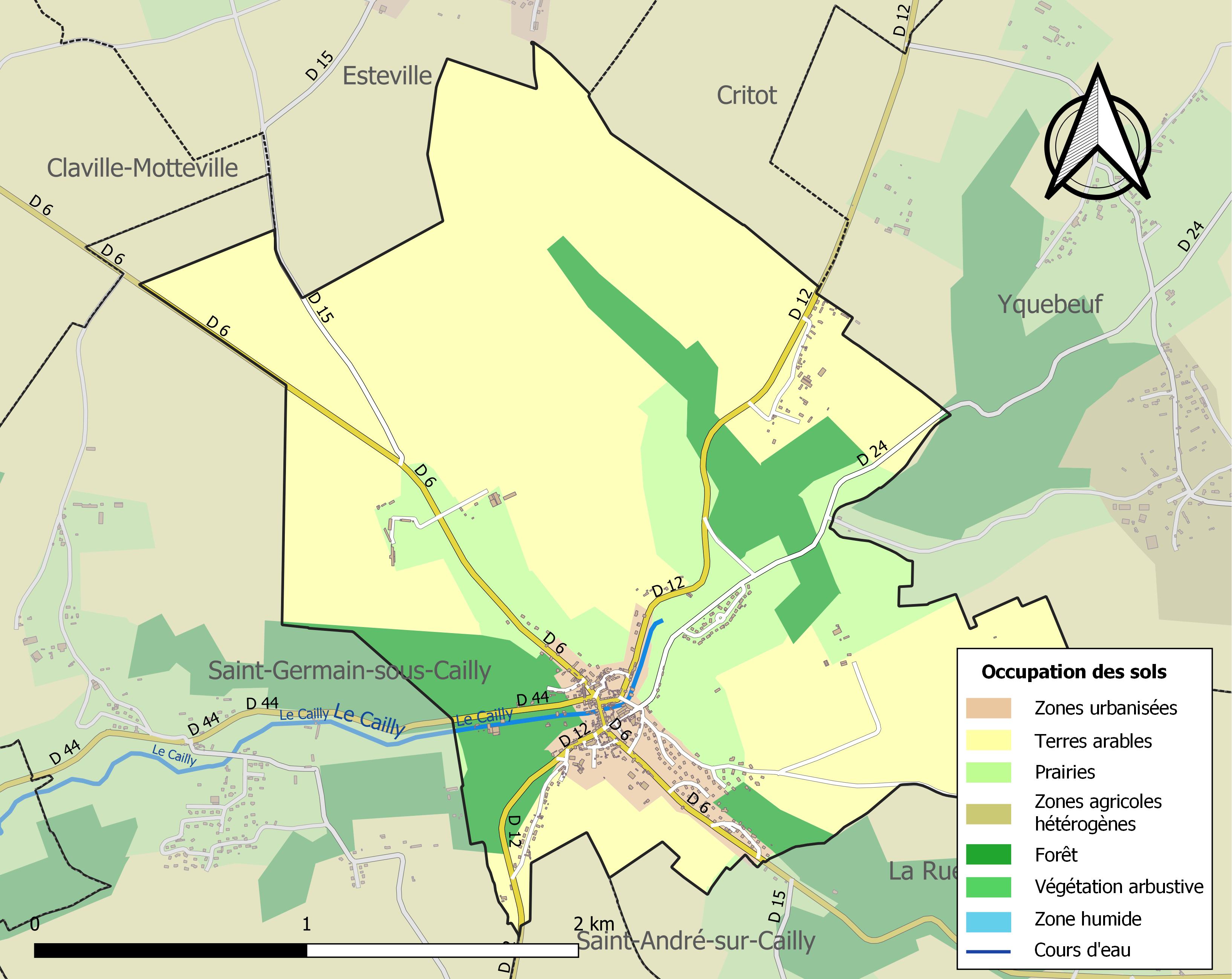
Carte des infrastructures et de l'occupation des sols de la commune en 2018 (CLC).

### Logement
En 2018, le nombre total de logements dans la commune était de 349, alors qu'il était de 313 en 2013 et de 298 en 2008.
Parmi ces logements, 94,3 % étaient des résidences principales, 1,2 % des résidences secondaires et 4,5 % des logements vacants. Ces logements étaient pour 90,2 % d'entre eux des maisons individuelles et pour 9,8 % des appartements.
Le tableau ci-dessous présente la typologie des logements à Cailly en 2018 en comparaison avec celle de la Seine-Maritime et de la France entière. Une caractéristique marquante du parc de logements est ainsi une proportion de résidences secondaires et logements occasionnels (1,2 %) inférieure à celle du département (3,9 %) et  à celle de la France entière (9,7 %). Concernant le statut d'occupation de ces logements, 80,2 % des habitants de la commune sont propriétaires de leur logement (79,6 % en 2013), contre 53 % pour la Seine-Maritime et 57,5 % pour la France entière.
| Typologie                                               | Cailly | Seine-Maritime | France entière |
| ------------------------------------------------------- | ------ | -------------- | -------------- |
| Résidences principales (en %)                           | 94,3   | 88             | 82,1           |
| Résidences secondaires et logements occasionnels (en %) | 1,2    | 3,9            | 9,7            |
| Logements vacants (en %)                                | 4,5    | 8,1            | 8,2            |

## Toponymie
Le nom de la localité est attesté sous les formes Calliacus, fin du IXe siècle, Callei entre 1050 et 1066, de Calleio en 1147 et 1148, de Cailleio entre 1146 et 1150, de Cailli en 1163, de Calli et de Cailli entre 1140 et 1157, Ecc. de Cailleio en 1175, Ecc. Sancti Martini de Calleio en 1180, Ecc. de Cailliaco fin  du XIIe siècle (Arch. S.-M., 14 H), Ecc. de Cailliaco xiie. siècle (Arch. S.-M., 16 H cart. f. 320), 
de Caillie en 1195, Kailly en 1319 (Arch. S.-M., G 3267), de Cailly en 1399 (Arch. S.-M., II B 499), Cailly sur Fontaine-le-Bourg en 1554 (Arch. S.-M., tab. Rouen), Saint Martin de Cailly en 1714 (Arch. S.-M., G 738), Cailly en 1793.
Variante normanno-picarde du nom de lieu en français central Chailly et en occitan Caillac (Calhac).
Il semble s'agir d'une formation celtique d'époque gallo-romaine en -ACU, formé sur le gaulois calio « pierre » (cf. breton kell, gallois caill « testicule » par emploi métaphorique). On peut donc interpréter Chailly comme « le domaine de la pierre » ou « le domaine de Callius », nom de personne. Pour Albert Dauzat, certains Chailly, pourraient comme Cadillac venir de Catiliacum : « la propriété de Catillios », nom d'homme gaulois.
Pour Xavier Delamarre, les types Caliacum peuvent sous-tendre le nom du « coq » (*caliācos en gaulois) et les types Calliacum, avec [l] géminé (ce qui est le cas pour Cailly) remonter à *Calliācon, un dérivé en -āko (> -ACU) de callio- « sabot ».
- Le nom de la rivière qui y prend sa source est emprunté au nom du village éponyme. D'une longueur de 25 km, elle traverse notamment Notre-Dame-de-Bondeville et Maromme puis se jette dans la Seine à Rouen.

## Histoire
Le village de Cailly après s'être constitué comme un établissement gallo-romain modeste devient ultérieurement  un des villages importants du canton. Disposant en effet de plusieurs fours à pain, Cailly était un lieu de vie prépondérant du canton au Moyen Âge[réf. nécessaire].
Aux XVIIIe et XIXe siècles, la vallée du Cailly était occupée par de nombreuses filatures au point d'être surnommée la petite Manchester[réf. nécessaire].
La baronnie de Cailly est érigée en marquisat en septembre 1661 pour Jacques Le Fèvre de Caumartin (fils du chancelier), maître des requêtes, ambassadeur en Suisse (+ 1667). Son fils Louis-François et son petit-fils Henri-Louis furent marquis de Cailly, mais ce dernier, capitaine de cavalerie, meurt au siège de Turin en 1706, sans alliance. Sa sœur Marie-Elizabeth épouse Pierre Delpech, avocat général à la Cour des aides, en 1710.

Cailly au tout début du XXe siècle
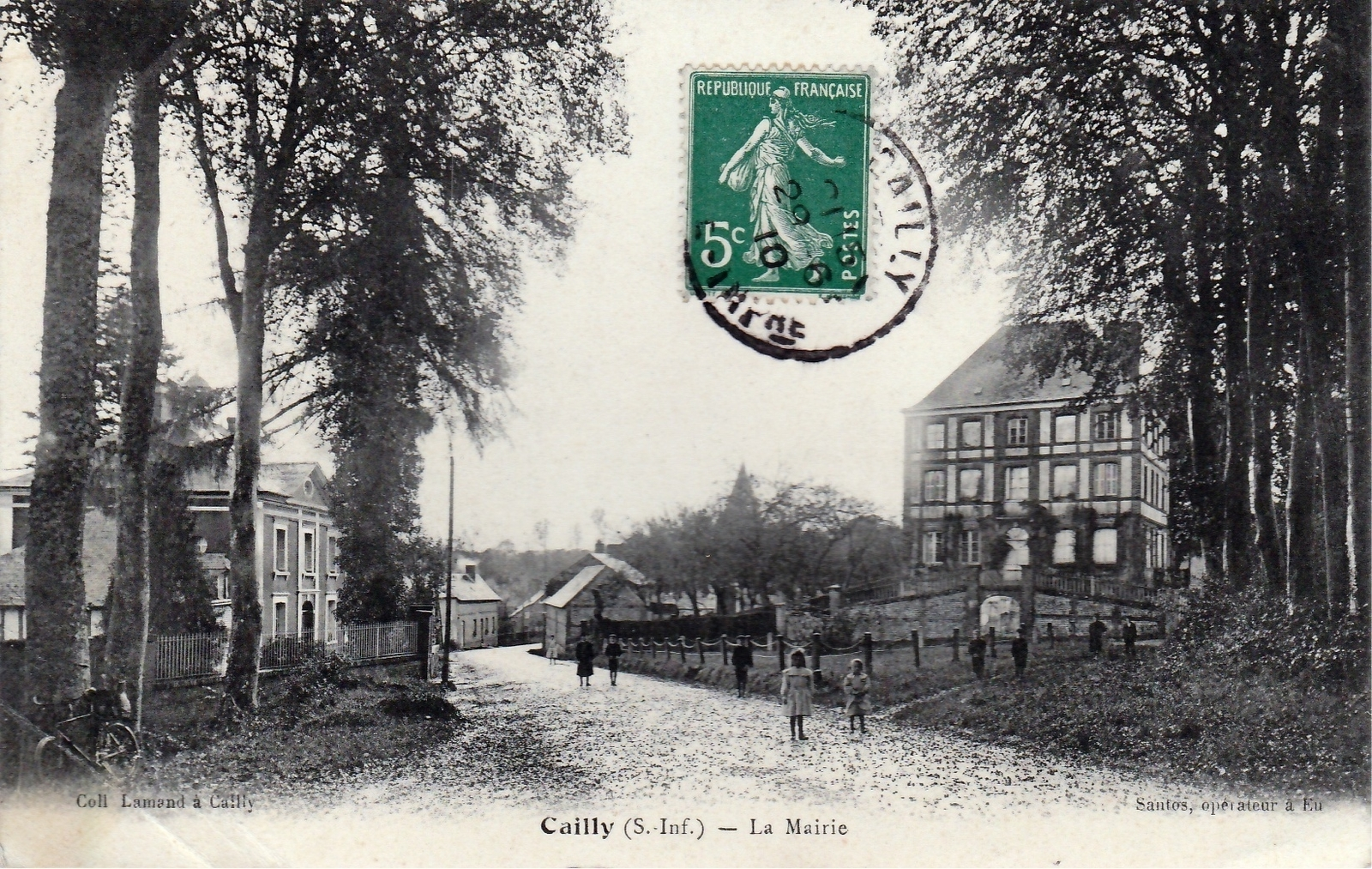
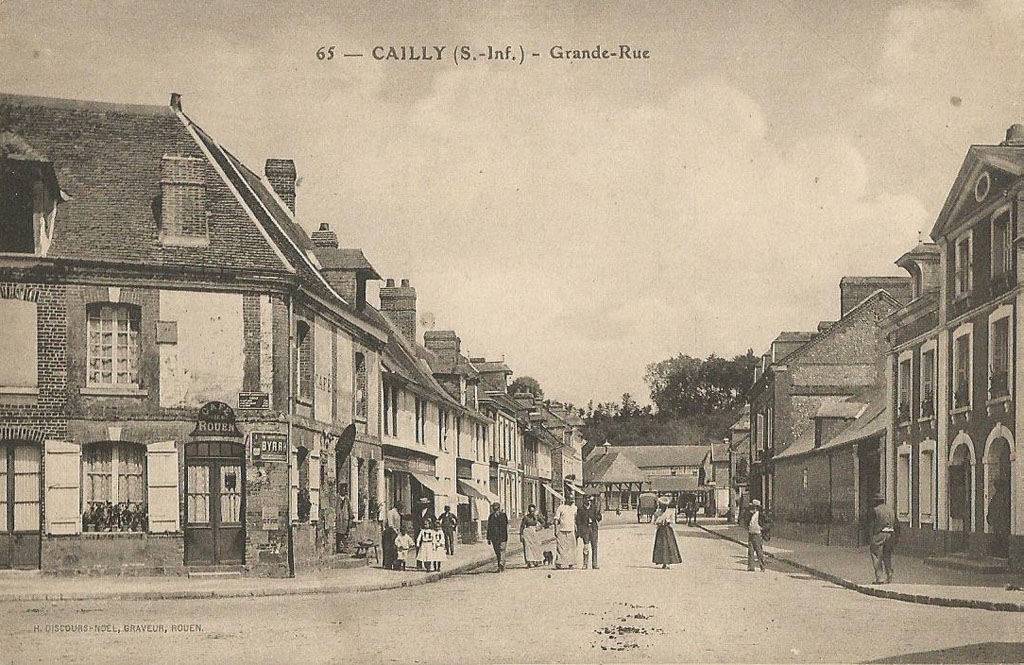

## Politique et administration

### Rattachements administratifs et électoraux

#### Rattachements administratifs
La commune se trouve dans l'arrondissement de Rouen du département de la Seine-Maritime.
Elle faisait partie depuis 1801 du canton de Clères. Dans le cadre du redécoupage cantonal de 2014 en France, cette circonscription administrative territoriale a disparu, et le canton n'est plus qu'une circonscription électorale.

#### Rattachements électoraux
Pour les élections départementales, la commune fait partie depuis 2014 du canton du Mesnil-Esnard
Pour l'élection des députés, elle fait partie de la dixième circonscription de la Seine-Maritime.

### Intercommunalité
Cailly était membre de la communauté de communes du Moulin d'Écalles, un établissement public de coopération intercommunale (EPCI) à fiscalité propre créé en 1994 et auquel la commune avait transféré un certain nombre de ses compétences, dans les conditions déterminées par le code général des collectivités territoriales.
Dans le cadre des dispositions de la loi portant nouvelle organisation territoriale de la République du 7 août 2015, qui prévoit que les établissements publics de coopération intercommunale (EPCI) à fiscalité propre doivent avoir un minimum de 15 000 habitants, cette intercommunalité a fusionné avec sa voisine pour former, le 1er janvier 2017, la communauté de communes Inter-Caux-Vexin, dont est désormais membre la commune.

### Liste des maires
| Période                                  | Période                        | Identité           | Étiquette  | Qualité |
| ---------------------------------------- | ------------------------------ | ------------------ | ---------- | --- |
| Les données manquantes sont à compléter. |                                |                    |            | |
|                                          |                                | Pierre Chaussade   |            | Haut fonctionnaire et dirigeant d'entreprise Président-directeur général de la Lyonnaise des eaux de 1970 à 1980 Commandeur de la Légion d'honneur |
| Les données manquantes sont à compléter. |                                |                    |            | |
| mars 2001                                | mai 2008                       | Gérard Daras       |            | |
| mai 2008                                 | mai 2020                       | Léon Levasseur     | LR puis RN | Agriculteur retraité |
| mai 2020                                 | fin 2021                       | Christophe Cordier |            | Profession libérale |
| janvier 2022                             | En cours (au 16 décembre 2022) | Julien Cordier     | DVD        | Cadre administratif ou commercial |

## Équipements et services publics

### Enseignement
La commune relève de l'académie de Normandie.

## Population et société

### Démographie
L'évolution du nombre d'habitants est connue à travers les recensements de la population effectués dans la commune depuis 1793. Pour les communes de moins de 10 000 habitants, une enquête de recensement portant sur toute la population est réalisée tous les cinq ans, les populations de référence des années intermédiaires étant quant à elles estimées par interpolation ou extrapolation. Pour la commune, le premier recensement exhaustif entrant dans le cadre du nouveau dispositif a été réalisé en 2005.

En 2022, la commune comptait 736 habitants, en évolution de −5,64 % par rapport à 2016 (Seine-Maritime : +0,35 %, France hors Mayotte : +2,11 %).
| 1793 | 1800 | 1806 | 1821 | 1831 | 1836 | 1841 | 1846 | 1851 |
| ---- | ---- | ---- | ---- | ---- | ---- | ---- | ---- | ---- |
| 376  | 380  | 398  | 360  | 415  | 419  | 405  | 424  | 429  |

| 1856 | 1861 | 1866 | 1872 | 1876 | 1881 | 1886 | 1891 | 1896 |
| ---- | ---- | ---- | ---- | ---- | ---- | ---- | ---- | ---- |
| 410  | 397  | 424  | 418  | 429  | 422  | 433  | 423  | 410  |

| 1901 | 1906 | 1911 | 1921 | 1926 | 1931 | 1936 | 1946 | 1954 |
| ---- | ---- | ---- | ---- | ---- | ---- | ---- | ---- | ---- |
| 396  | 392  | 386  | 352  | 339  | 357  | 369  | 453  | 416  |

| 1962 | 1968 | 1975 | 1982 | 1990 | 1999 | 2005 | 2006 | 2010 |
| ---- | ---- | ---- | ---- | ---- | ---- | ---- | ---- | ---- |
| 353  | 333  | 500  | 640  | 685  | 739  | 732  | 736  | 713  |

| 2015 | 2020 | 2022 | - | - | - | - | - | - |
| ---- | ---- | ---- | - | - | - | - | - | - |
| 778  | 749  | 736  | - | - | - | - | - | - |

## Culture locale et patrimoine

### Lieux et monuments
L'église de Cailly est dédiée à saint Martin, premier patron d'une confrérie de charité à Cailly, dont les statuts ont été approuvés le 3 juillet 1482. Cet édifice du XIIIe siècle garde des traces de l'époque romane. Dalles tumulaires du XVIe siècle ; retables et bas-reliefs du XVIIe siècle. Le caveau seigneurial contenant seize cercueils de plomb est violé à la Révolution, qui laisse l'église dans un grand désordre. D'importants travaux de restauration débutent à partir de 1896 sous la direction de l'architecte René Martin pour s'achever en 1901.

### Personnalités liées à la commune
Nibelung II cède Cailly à l'abbaye de La Croix-Saint-Leufroy.[réf. nécessaire]

### Héraldique
| Blason de Cailly | Blason  | Coupé de sinople et d'azur, à la fasce crénelée d'or, brochant sur la partition et accompagnée de trois têtes de loup d'argent. |
| Blason de Cailly | Détails | Le statut officiel du blason reste à déterminer.                                                                                |